# Fresta kyrka
Fresta kyrka är församlingskyrka i Fresta församling och ligger norr om sjön Norrviken i Upplands Väsby kommun. I trakten finns rika lämningar från vikingatiden. Kyrkan är numera omgiven av modern villabebyggelse.

## Kyrkobyggnaden
Sakristian och korets inre murar är kyrkans äldsta delar och uppfördes under 1200-talets första hälft. Troligen hörde de till en tidigare träkyrka som senare under 1200-talet ersattes av nuvarande långhus. Ett vapenhus på södra sidan byggdes till på 1400-talet.
Kyrkan restaurerades år 1776, något som drastiskt förändrade dess karaktär. Vapenhuset revs, långhuset fick brutet tak, fönstren vidgades och ett kyrktorn byggdes till.

## Interiör
Kyrkorummets innertak har kryssvalv av tegel. Under 1300-talets första hälft välvdes koret och sakristian. Valven i långhuset tillkom på 1400-talet.
I kyrkan finns medeltida kalkmålningar som består av apostlafigurer samt invigningskors under dessa. Målningarna är gjorda av den så kallade Strängnässkolan omkring år 1460. Vid restaureringen 1776 överkalkades målningarna men togs fram igen år 1934.

## Inventarier
- Dopfunten av sandsten härstammar från 1200-talet och är jämngammal med kyrkan.
- Predikstolen i gustaviansk stil tillkom vid renoveringen 1776.
- Altare med altaruppsats tillkom vid renoveringen 1776. Altaruppsatsen består av en oljemålning omsluten med ram.
- Triumfkrucifixet tillverkas under slutet av 1400-talet. Sedan 1930-talet hänger det i triumfbågen mellan koret och långhuset.
- På södra väggen hänger kyrkans medeltida altarskåp som är tillverkat omkring 1470 i Nordtyskland.

## Orglar
- På orgelläktaren finns en orgel med fem stämmor som inköptes år 1788 från Barnhuskyrkan i Stockholm. Ursprungligen är den byggd 1698 av orgelbyggaren Georg Woitzig som var verksam i Stockholm. Efter en skonsam konservering är orgeln åter spelbar och återinvigdes 2001.
- En nyare orgel, byggd av Bruno Christensen & Sønner Orgelbyggeri, står bakom den gamla på orgelläktaren. Den har 21 stämmor och invigdes 1982. En mindre kororgel med fyra stämmor är tillverkad av samma firma 1980.

### Diskografi
- Orgelliv : sju sekel i Stockholms stifts kyrkor / redaktör: Christina Nilsson ; foto: Magnus Aronson, Mats Åsman. Stockholm: Kulturhistoriska bokförlaget. 2012. Libris 13609452. ISBN 978-91-87151-04-0 - Innehåller CD med musik på kyrkans Woytzigorgel framförd av Maria Stoltz-Wahlforss.

## Bildgalleri

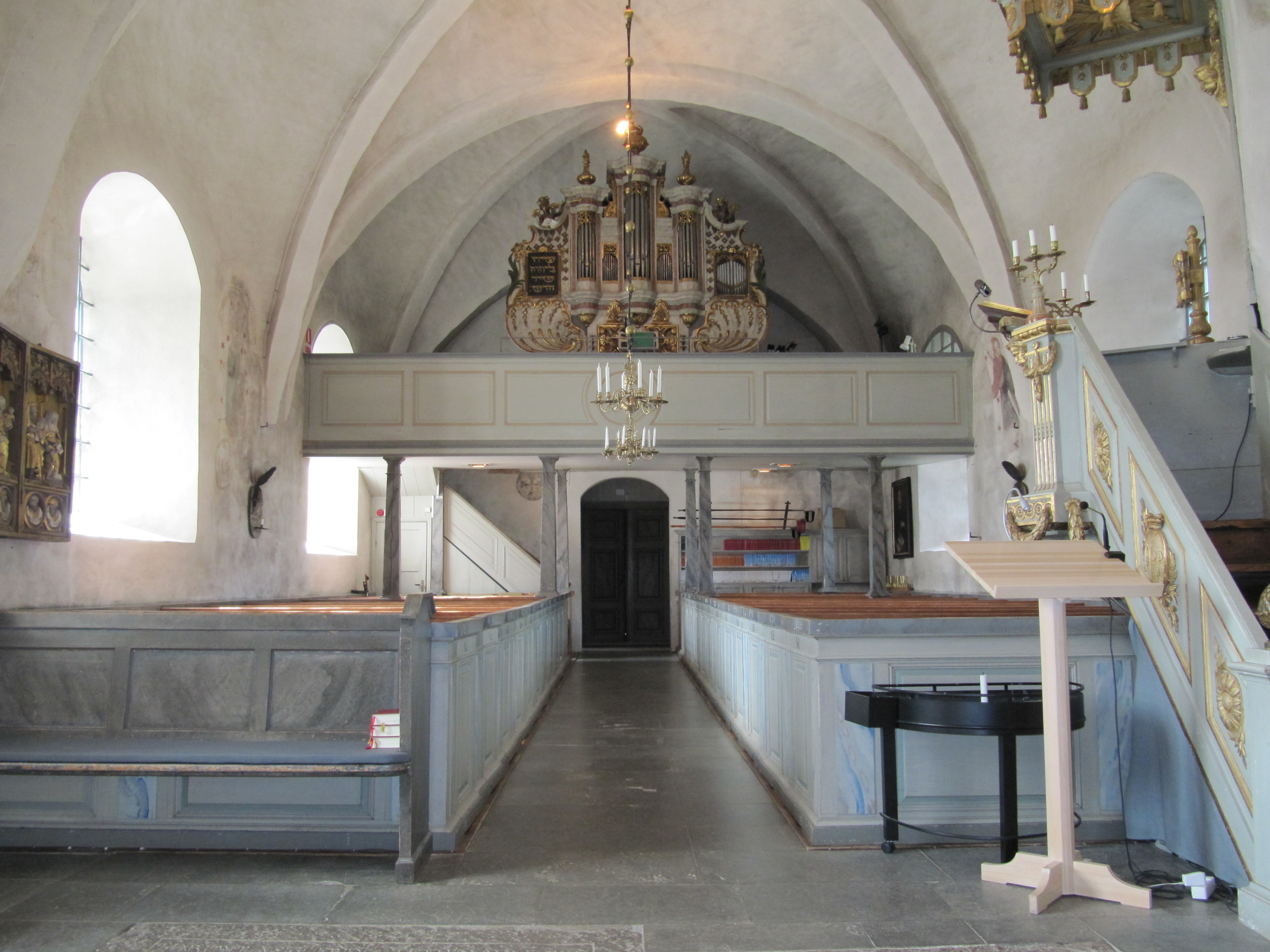
Kyrkorum mot väster
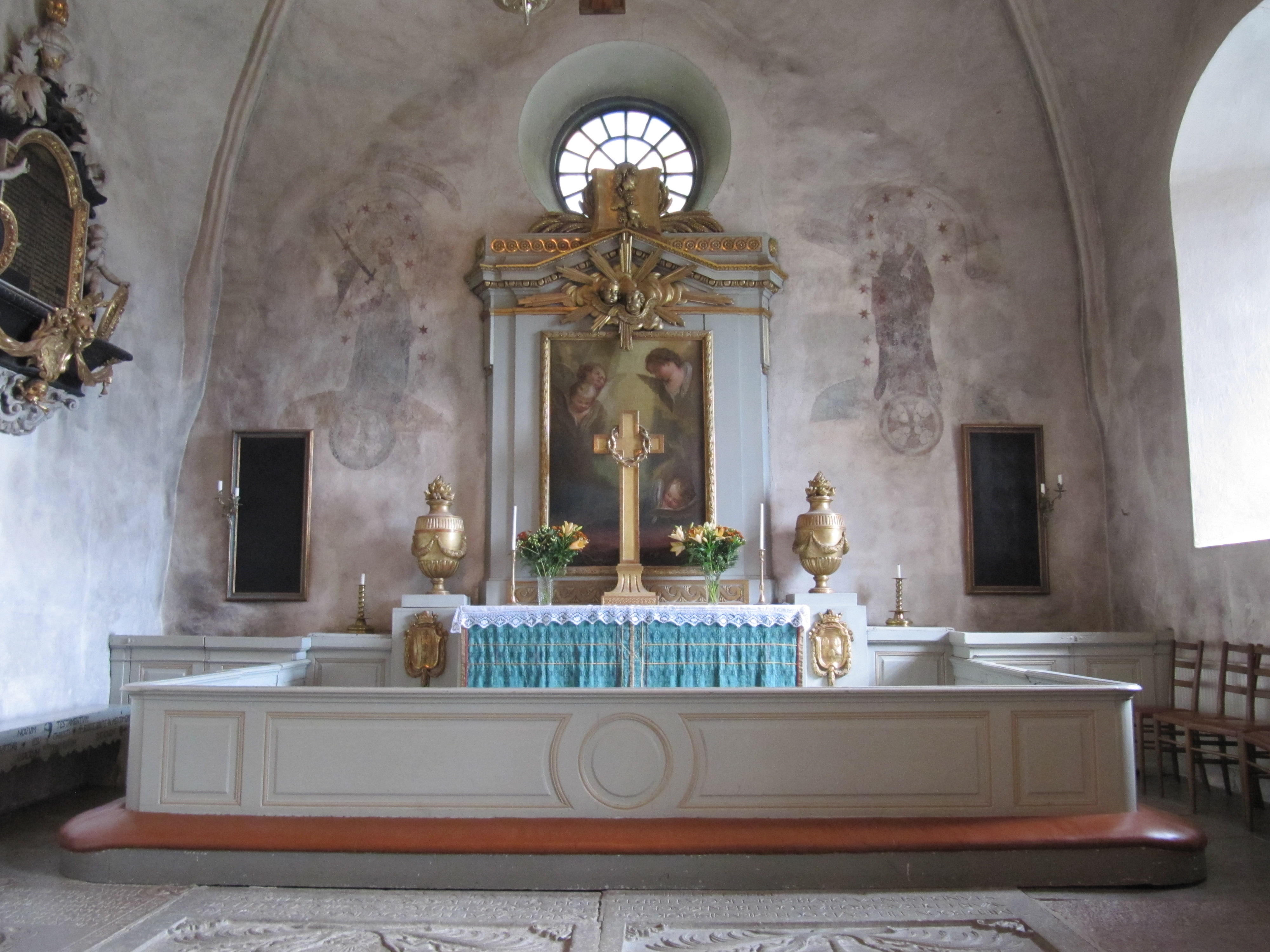
Altare med altaruppsats
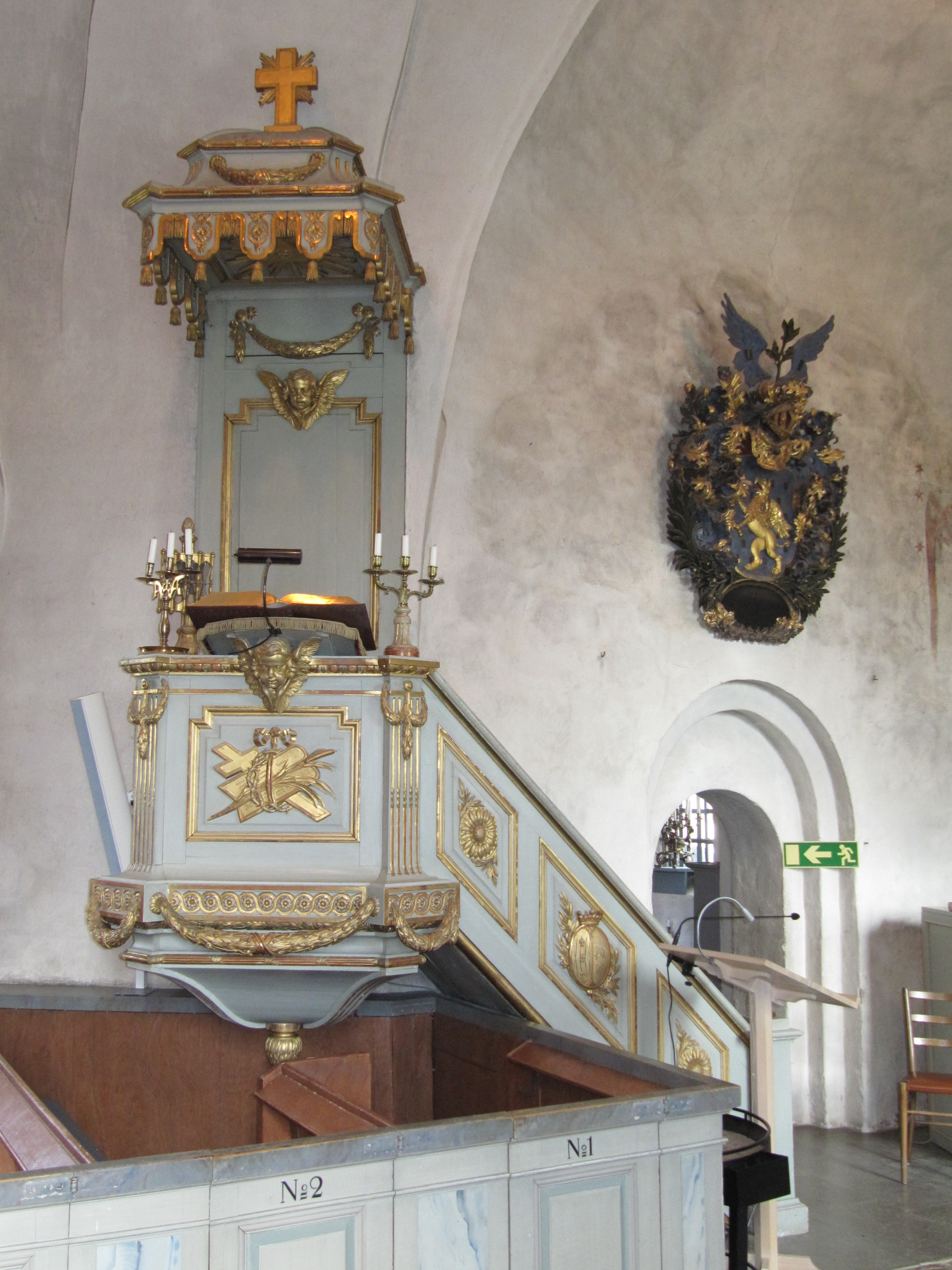
Predikstol
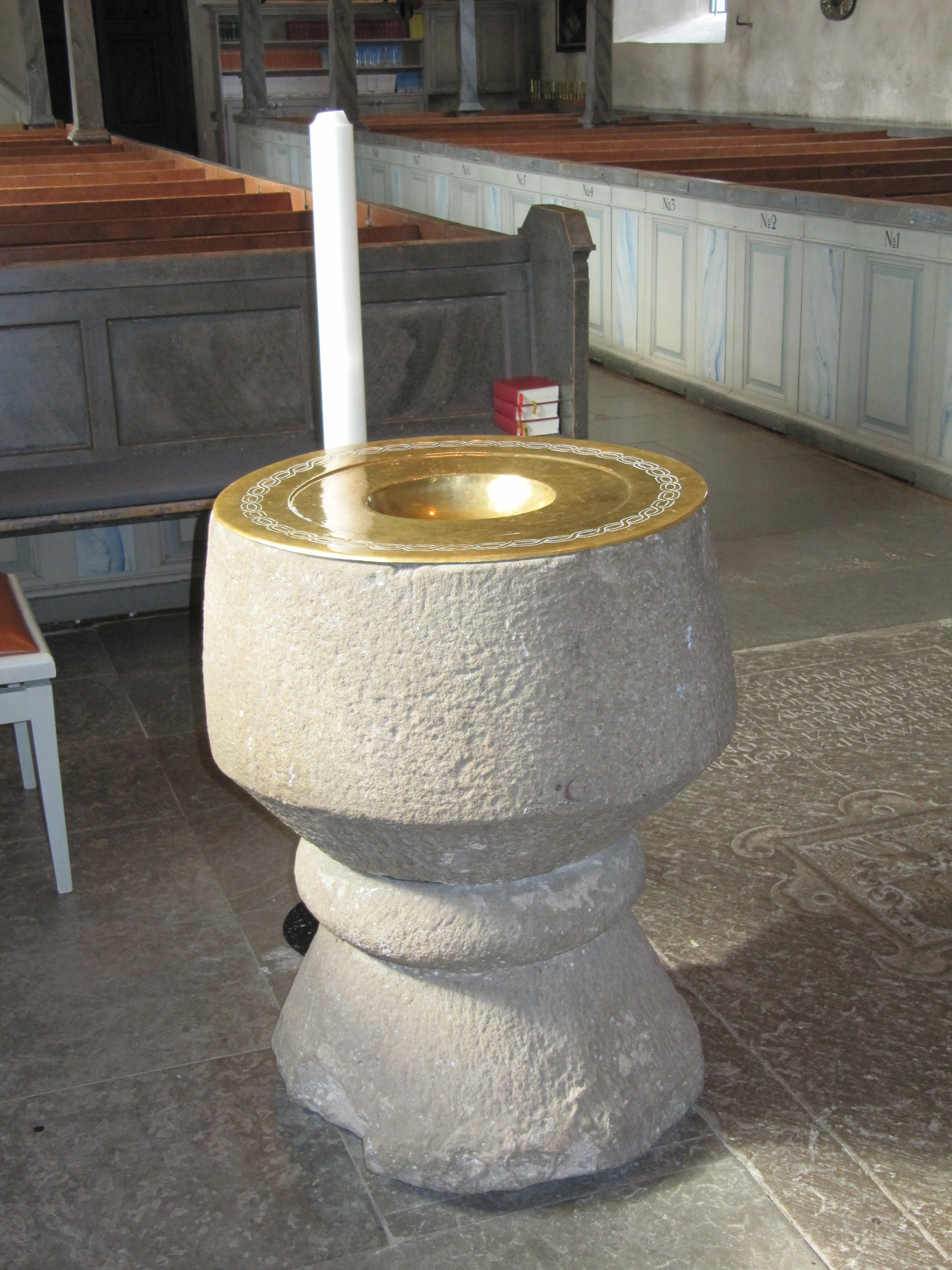
Dopfunt
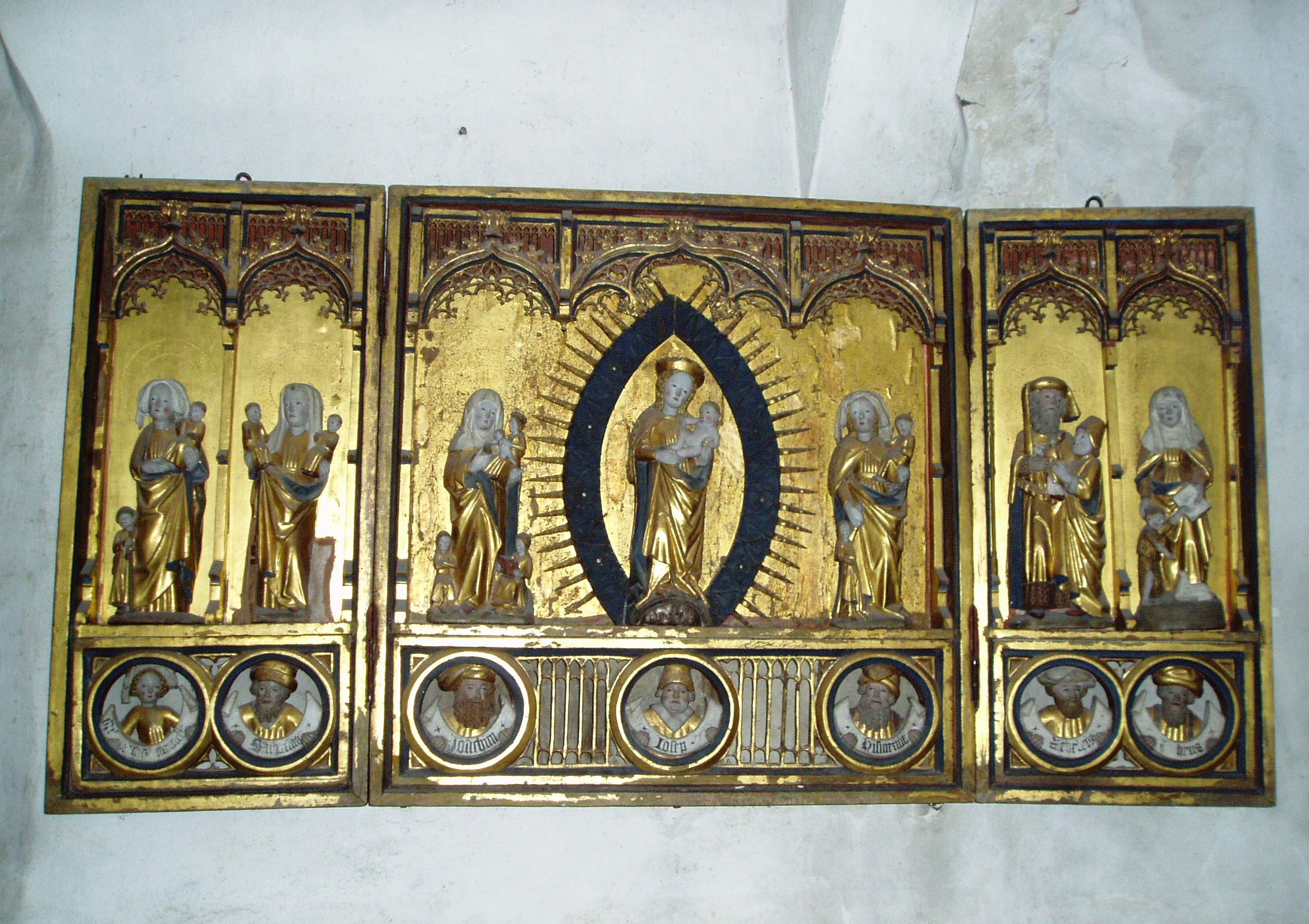
Altarskåpet
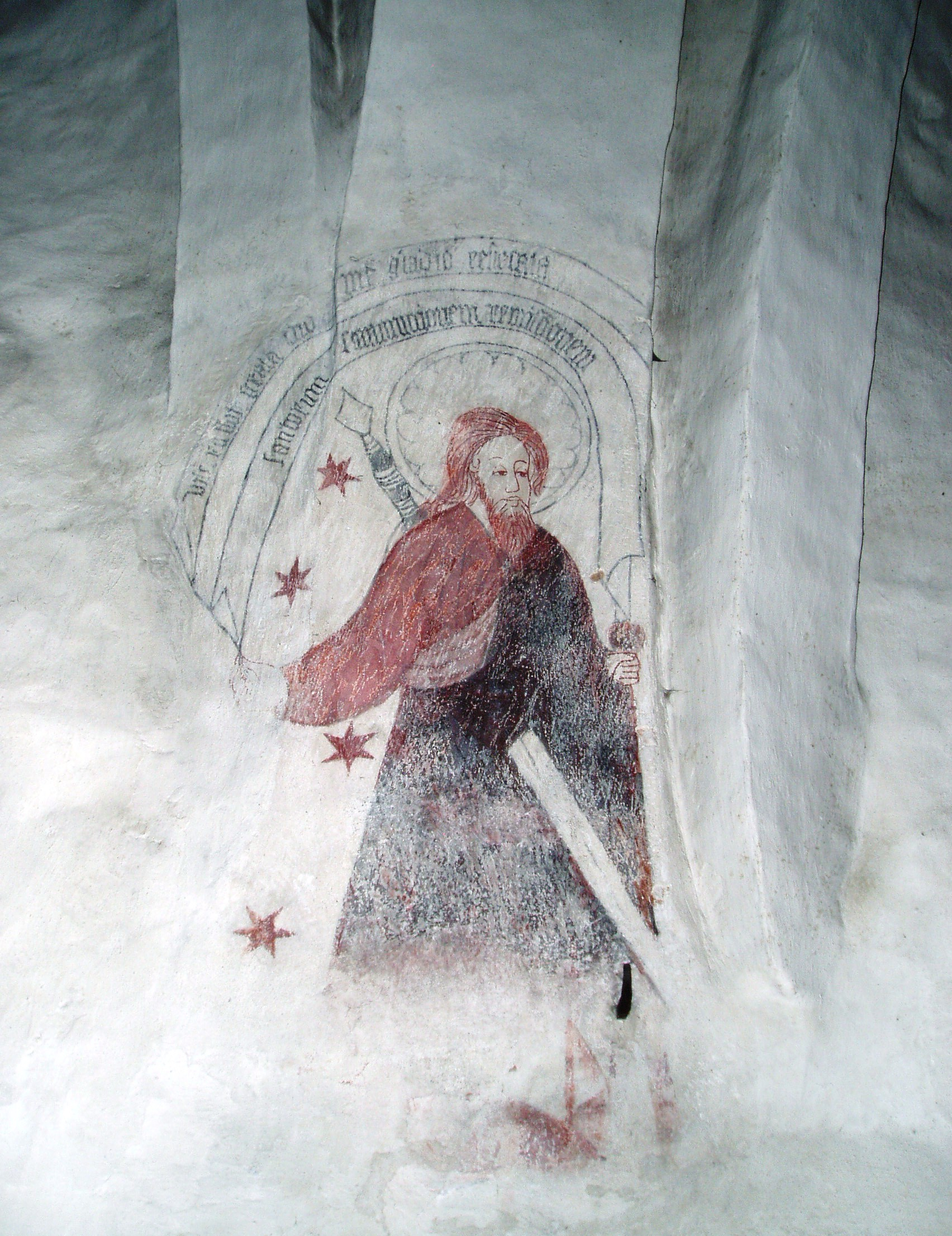
Väggmålning
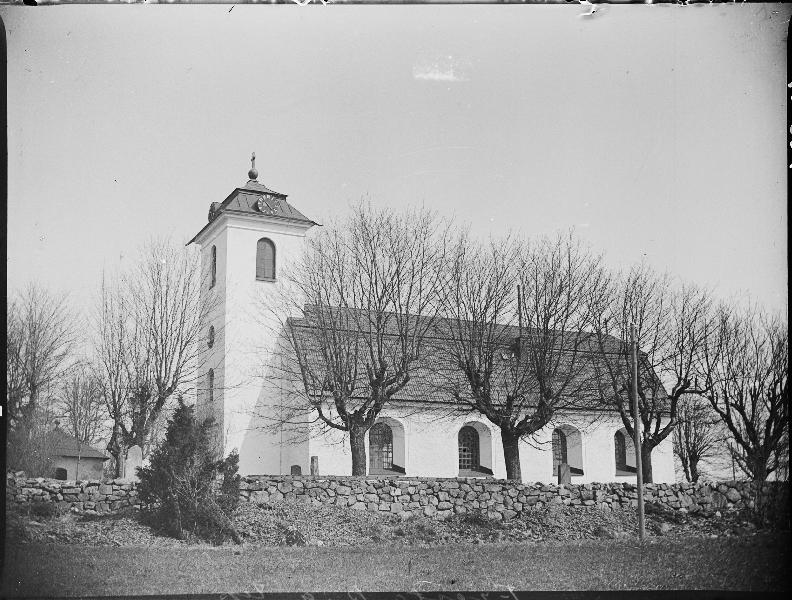
Fresta kyrka mot söder. Foto av August Schagerström, omkring 1910.
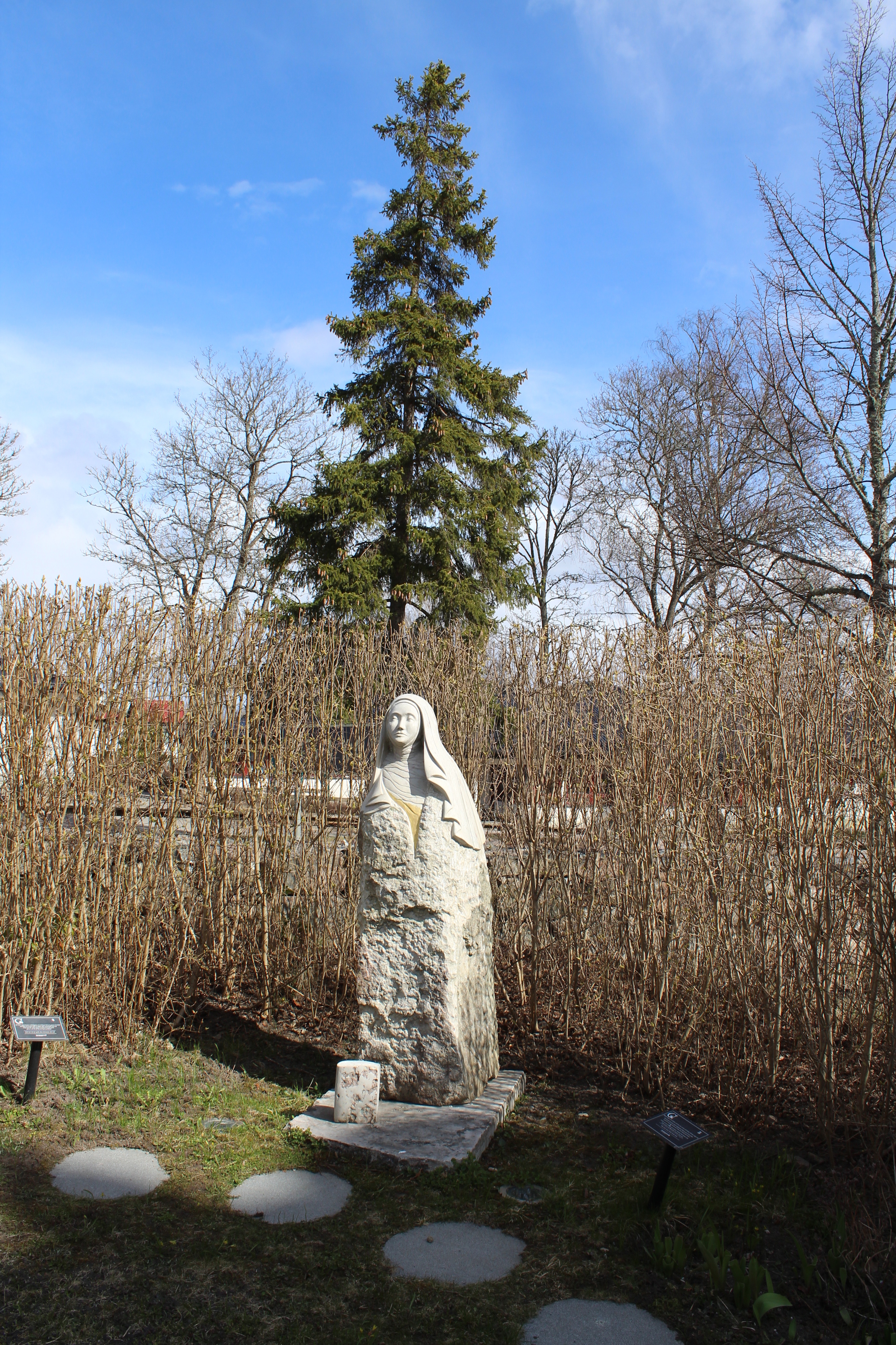
Staty föreställande Heliga Birgitta vid Fresta kyrka

## Runstenar
Upp till femton runstenar, hela eller i fragment, har man hittat inmurade i kyrkans väggar. De flesta är numera utplockade och placerade runt kyrkan. Ett fint fragment sitter inmurat i vapenhusets norra vägg och utanför kyrkans östra vägg står U 256.

### Lista över Runinskrifter
- U 252, runsten
- U 253, runstensfragment
- U 254, runstensfragment
- U 255, runsten
- U 256, runsten
- U 257, runstensfragment
- U 258, runsten
- U 259, runsten
- U 260, runsten
- U 261, runsten, sannolikt flyttad från Täby
- U 262, försvunnet runstensfragment
- U 263, försvunnen runsten